# Szigyártó Sándor
Szigyártó Sándor (1887–1948) erdélyi magyar költő, elbeszélő.

## Munkássága
Amint önéletrajzi fogantatású, a háborúellenes irodalom körébe sorolható könyvéből, Hét év Szibériában (Vajdahunyad, 1934) kiderül, tisztviselő volt, s 1914-ben, mindjárt az első hónapban fogságba esett az orosz fronton. A krasznojarszki fogolytáborban, illetve a Jenyiszej és az Amur mentén töltött hét esztendő után került haza Erdélybe. Elbeszélésében azonban a háborúval és az orosz forradalom eseményeivel nem foglalkozik.
Későbbi kötete: Erdély kiált!… Budapest, 1940). Posztumusz kötetei: Az erdélyi panteon / [közread. az] Országos Idegennyelvű Könyvtár. Budapest, 1996. 359 p. ill. Hét év Szibériában. Elbeszélés (szerk. Bányai Ferenc; Új Magyar Művészetért Alapítvány, Bp., 2019); Erdélyi panteon (2. jav. kiad.; Bányai Ferenc, Bp., 2020).